# Fort Espérance
 (novembre 2023).
Si vous disposez d'ouvrages ou d'articles de référence ou si vous connaissez des sites web de qualité traitant du thème abordé ici, merci de compléter l'article en donnant les références utiles à sa vérifiabilité et en les liant à la section « Notes et références ».
Fort Espérance est un poste de traite de la Compagnie du Nord-Ouest construit en 1787 sur la rive sud de la rivière Qu'Appelle, près de l'actuelle limite frontalière entre les provinces de la Saskatchewan et du Manitoba. 

## Toponymie
Jusqu'au XIXe siècle, le commerce de la fourrure était aux mains essentiellement des trappeurs canadiens-français et métis franco-amérindiens. La langue commerciale de la Compagnie du Nord-Ouest était le français. La plupart des lieux géographiques, dénominations des forts et appellations des rivières étaient et demeurent toujours d'origine française.

## Historique
Il fut construit par la Compagnie du Nord-Ouest et fut l'un des plus importants postes fortifiés de la région de la rivière Assiniboine. Ce fort devint un lien vital important dans le commerce de la fourrure pour la Compagnie du Nord. 
Le Fort Espérance fut déplacé un certain nombre de fois au cours de son histoire. 
En 1816 il s'établira dans son ultime emplacement sur un terrain plus élevé, près du lieu d'origine de sa première édification. 
En 1819, le fort a été fermé en raison des hostilités avec les autochtones amérindiens. Ses fonctions furent transférées vers un autre poste plus sécurisé sur la rivière Assiniboine.
En 1852, Un autre poste fut édifié au bord de la rivière Qu'Appelle, le Fort Qu'Appelle.